# Barranc del Cap de Llevata
El barranc de Cap de Llevata és un barranc de la Entitat municipal descentralitzada de Manyanet, al municipi de Sarroca de Bellera, situat a la zona coneguda com a Llevata.
Es forma al Cap de Llevata, al sud-oest del Tossal de Rus, i és, de fet, la capçalera del riu de Manyanet. Davalla cap al sud, i quan abandona la zona de Llevata, es decanta cap al sud-oest. Rep l'afluència del barranc de la Bassa, moment en què es forma el riu de Manyanet.